# Box-office Allemagne 2002
Cet article traite du box-office / nombre d'entrées individuelles par films en salles de cinéma enregistré(es) en Allemagne sur l'année 2002.

## Les 50 premiers films
Par pays d'origine des films (pays producteur principal)
- États-Unis : 37 films,
- France : 5 films,
- Allemagne : 3 films,
- Royaume-Uni : 3 films,
- Nouvelle-Zélande : 1 film,
- Danemark : 1 film.
- Total : 50 films dont 40 millionnaires.

| Classement | Titre                                        | Pays                  | Réalisateur                        | Entrées    |
| ---------- | -------------------------------------------- | --------------------- | ---------------------------------- | ---------- |
| 1.         | Le Seigneur des anneaux : Les Deux Tours     | États-Unis d'Amérique | Peter Jackson                      | 10 692 798 |
| 2.         | Harry Potter et la Chambre des secrets       | États-Unis d'Amérique | Chris Columbus                     | 9 702 824  |
| 3.         | L'Âge de Glace                               | États-Unis d'Amérique | Carlos Saldanha / Chris Wedge      | 7 299 318  |
| 4.         | Star Wars, épisode II : L'Attaque des clones | États-Unis d'Amérique | George Lucas                       | 5 699 608  |
| 5.         | Spider-Man                                   | États-Unis d'Amérique | Sam Raimi                          | 5 186 528  |
| 6.         | Men in Black 2                               | États-Unis d'Amérique | Barry Sonnenfeld                   | 5 147 759  |
| 7.         | Meurs un Autre Jour                          | États-Unis d'Amérique | Lee Tamahori                       | 4 940 255  |
| 8.         | Ocean's Eleven                               | États-Unis d'Amérique | Steven Soderbergh                  | 4 429 071  |
| 9.         | Monstres et Cie                              | États-Unis d'Amérique | D.Silverman / L.Unkrich / P.Docter | 3 321 489  |
| 10.        | Minority Report                              | États-Unis d'Amérique | Steven Spielberg                   | 2 672 440  |
| 11.        | Signes                                       | États-Unis d'Amérique | M. Night Shyamalan                 | 2 492 360  |
| 12.        | Un homme d'exception                         |                       | Ron Howard                         | 2 478 825  |
| 13.        | 40 jours et 40 nuits                         | États-Unis d'Amérique | Michael Lehmann                    | 2 459 055  |
| 14.        | Pour un garçon                               | États-Unis d'Amérique | Chris Weitz / Paul Weitz           | 2 279 455  |
| 15.        | Bibi, nom d'une sorcière                     |                       | Hermine Huntgeburth                | 2 210 688  |
| 16.        | xXx                                          | États-Unis d'Amérique | Rob Cohen                          | 2 205 273  |
| 17.        | Dragon Rouge                                 | États-Unis d'Amérique | Brett Ratner                       | 2 092 220  |
| 18.        | Rush Hour 2                                  | États-Unis d'Amérique | Brett Ratner                       | 2 049 756  |
| 19.        | Lilo & Stitch                                | États-Unis d'Amérique | Chris Sanders / Dean DeBlois       | 1 871 230  |
| 20.        | Blade II                                     | États-Unis d'Amérique | Guillermo del Toro                 | 1 806 909  |
| 21.        | Stuart Little 2                              | États-Unis d'Amérique | Rob Minkoff                        | 1 748 608  |
| 22.        | Fashion victime                              | États-Unis d'Amérique | Andy Tennant                       | 1 684 868  |
| 23.        | Panic Room                                   | États-Unis d'Amérique | David Fincher                      | 1 675 887  |
| 24.        | L'Amour extra-large                          |                       | Peter et Bobby Farrelly            | 1 641 468  |
| 25.        | Astérix et Obélix : Mission Cléopâtre        |                       | Alain Chabat                       | 1 618 210  |
| 26.        | La mémoire dans la peau                      |                       | Doug Liman                         | 1 604 165  |
| 27.        | Spirit, l'étalon des plaines                 | États-Unis d'Amérique | Kelly Asbury / Lorna Cook          | 1 544 747  |
| 28.        | Infidèle                                     | États-Unis d'Amérique | Adrian Lyne                        | 1 471 975  |
| 29.        | Vanilla Sky                                  | États-Unis d'Amérique | Cameron Crowe                      | 1 430 629  |
| 30.        | 8 Femmes                                     |                       | François Ozon                      | 1 429 767  |
| 31.        | Les Aventures de Mister Deeds                |                       | Steven Brill                       | 1 284 967  |
| 32.        | La Somme de toutes les peurs                 |                       | Phil Alden Robinson                | 1 522 069  |
| 33.        | Bowling for Columbine                        | États-Unis d'Amérique | Michael Moore                      | 1 229 455  |
| 34.        | Allumeuses !                                 |                       | Roger Kumble                       | 1 171 432  |
| 35.        | Sex Academy                                  | États-Unis d'Amérique | Joel Gallen                        | 1 151 483  |
| 36.        | La Planète au trésor, un nouvel univers      |                       | Ron Clements / John Musker         | 1 114 127  |
| 37.        | Scooby-Doo                                   | États-Unis d'Amérique | Raja Gosnell                       | 1 102 879  |
| 38.        | Spy Game, jeu d'espions                      | États-Unis d'Amérique | Tony Scott                         | 1 080 658  |
| 39.        | Chiens des neiges                            | États-Unis d'Amérique | Brian Levant                       | 1 032 545  |
| 40.        | Knallharte Jungs                             |                       | Granz Henman                       | 1 008 268  |
| 41.        | American Party                               |                       | Walt Becker                        | 992 959    |
| 42.        | Le Roi scorpion                              |                       | Chuck Russell                      | 975 179    |
| 43.        | Les Sentiers de la perdition                 |                       | Sam Mendes                         | 972 759    |
| 44.        | Nackt                                        |                       | Doris Dörrie                       | 968 901    |
| 45.        | Resident Evil                                |                       | Paul W. S. Anderson                | 959 597    |
| 46.        | Le Pianiste                                  |                       | Roman Polanski                     | 938 437    |
| 47.        | Hyper Noël                                   |                       | Michael Lembeck                    | 896 238    |
| 48.        | Le Pacte des loups                           |                       | Christophe Gans                    | 892 634    |
| 49.        | Italian for Beginners                        |                       | Lone Scherfig                      | 878 625    |
| 50.        | Le Peuple migrateur                          |                       | J.Perrin / J.Cluzaud / M.Debats    | 858,407    |